# Urubatão
Urubatão Calvo Nunes fue un futbolista brasileño. Inició su carrera en el Bonsucesso Futebol Clube, antes de ser transferido al Santos Futebol Clube, donde tuvo que disputar el puesto con jugadores como Francisco Ferreira de Aguiar Formiga y José Ely de Miranda Zito. No obstante, jugó varias veces al lado de Pelé, Paulo César Araújo Pagão, José Macia Pepe y Dorval Rodrigues. En 1963, jugando junto a Sebastião Lapolla con la Associação Atlética Ponte Preta, vio a su equipo perder frente a la Associação Atlética Portuguesa el acceso al Campeonato Paulista por 1-0 con un gol de Wilson Gomes Samarone. Actualmente trabaja como comentarista deportivo de Radar Esportivo que comanda Paulo Alberto y para el Santos Futebol Clube como visor de nuevos talentos.

## Clubes
- Bonsucesso Futebol Clube
- Santos Futebol Clube
- Club América (1961 – ?)
- Associação Atlética Ponte Preta